# Пешченик (Соколовац)
Пешченик (хрв. Peščenik) је насељено место у општини Соколовац, Копривничко-крижевачка жупанија, Хрватска.

## Историја
До територијалне реорганизације у Хрватској био је у саставу старе општине Копривница.

## Становништво
У попису становништва из 2011. године, Пешченик је имао 79 становника.
| Број становника према пописима | Број становника према пописима | Број становника према пописима | Број становника према пописима | Број становника према пописима | Број становника према пописима | Број становника према пописима | Број становника према пописима | Број становника према пописима | Број становника према пописима | Број становника према пописима | Број становника према пописима | Број становника према пописима | Број становника према пописима | Број становника према пописима | Број становника према пописима |
| ------------------------------ | ------------------------------ | ------------------------------ | ------------------------------ | ------------------------------ | ------------------------------ | ------------------------------ | ------------------------------ | ------------------------------ | ------------------------------ | ------------------------------ | ------------------------------ | ------------------------------ | ------------------------------ | ------------------------------ | ------------------------------ |
| 1857                           | 1869                           | 1880                           | 1890                           | 1900                           | 1910                           | 1921                           | 1931                           | 1948                           | 1953                           | 1961                           | 1971                           | 1981                           | 1991                           | 2001                           | 2011                           |
| 138                            | 165                            | 172                            | 178                            | 205                            | 221                            | 244                            | 293                            | 292                            | 277                            | 262                            | 208                            | 161                            | 123                            | 99                             | 79                             |

Напомена: Године 1869. садржи податке за село Стариград (Копривница). Све до 1971. године исказивано под именом Пешћеник.